# Sex Machine (álbum)
Sex Machine (en español: Máquina del sexo) es un álbum doble mixto del cantante estadounidense de funk James Brown, publicado en septiembre de 1970 por King. Contiene material grabado en estudio durante 1969 y 1970, y fragmentos de un espectáculo en vivo que dio Brown en el Bell Auditorium, en Augusta (Georgia), Estados Unidos, en octubre de 1969.
El álbum presentó la alineación clásica de la banda de apoyo de Brown: J.B.'s, con la participación estelar de los hermanos músicos Boosty y Catfish Collins. Incluye también una interpretación del tema homónimo de 11 minutos, que difiere de la versión en dos partes publicada como sencillo en 1970.
Es considerado como un referente en el estilo funk y representó un punto alto dentro de la carrera de Brown y de su etapa creativa durante 1967 y 1971. También fue incluido en varios listados musicales influyentes: En el 2020, por ejemplo, el álbum fue incluido en la lista de los 500 mejores álbumes de todos los tiempos, de la revista estadounidense Rolling Stone, ocupando el puesto 439.